# Bijou
Bijou es un tema del álbum Innuendo (1991), perteneciente a la banda de rock Queen. 
En esta canción el guitarrista Brian May demuestra un excelente dominio de su instrumento, siendo el factor principal del tema. También cuenta con una pequeña parte vocal, ubicada aproximadamente a la mitad de la canción.
Se ha señalado en varios blogs sobre la banda que la canción en su parte instrumental fue elaborada en su totalidad por Brian May, y que la parte vocal correspondía a otra canción de autoría de Mercury, que se habría titulado «You and me».
Esta canción tiene ciertos guiños parecidos con Brighton Rock, del álbum Sheer Heart Attack de 1974, pues también tiene muchos trucos y juegos con el instrumento, luciendo May toda su destreza con su Red Special. Durante mucho tiempo solo existió la versión de estudio del disco Innuendo, sin embargo, fue interpretada en vivo por primera vez durante la gira The Cosmos Rock de Queen + Paul Rodgers y de ahí en diversos conciertos en Europa y el resto del mundo; Brian May ejecutaba su parte melódica y en el intermedio se escuchaba la voz grabada de Freddie Mercury mientras que en la pantalla aparecían imágenes de la vida de Freddie.
La versión en CD posee más del doble de tiempo que en casete y LP, si bien la parte vocal tiene la misma duración, en el caso del primero son más extensos los punteos de Brian May.
- Datos: Q11680227